# Castello di Chiavari
Il castello di Chiavari è un edificio difensivo sito in salita al Castello a Chiavari, nel Tigullio.

## Storia
Il castello fu costruito tra il 1146 e il 1147, uno dei primi eretti nella zona geografica del Golfo del Tigullio, sul colle dominante l'allora cittadella fortificata del borgo marinaro di Clavari, l'odierna Chiavari, a difesa di essa e della valle circostante.
Nel 1172 subì il suo primo assedio da parte di Opizzino Spinola, mentre nel 1278 si registrò la caduta del castello - per soli otto giorni - nelle mani di Moruello Malaspina e Alberto Fieschi, alleati nella conquista del maniero. Nella prima metà del XIV secolo dovette essere più volte ricostruito a causa delle violente lotte tra le fazioni guelfe e ghibelline; in questo secolo il borgo fu ulteriormente fortificato grazie alla presenza di una possente cinta muraria accessibile mediante sette porte e difese da ben quattordici torrette di avvistamento. Ancora oggi sono ben visibili i resti delle antiche mura costituenti l'antica "Cittadella di Chiavari" del Medioevo.
La fine del castello fu decisa direttamente dalla Repubblica di Genova, la quale avviò un notevole potenziamento e ampliamento della cittadella medievale adiacente al mare, scoraggiando così eventuali attacchi via mare da parte dei corsari barbareschi. La costruzione fu decisa dal maresciallo di Francia Jean Le Meingre - detto Boucicault - luogotenente e governatore della repubblica genovese per l'imperatore Carlo IV di Francia, nel 1404 e il progetto fu affidato al chiavarese Martino della Torre.
Il castello, non è più usato a scopo difensivo, fu lentamente abbandonato a se stesso e demolito nelle sue parti a partire dal 1575 e ad oggi conserva intatto il torrione a monte e sul lato opposto una piazza d'armi fortificata; della cinta muraria eretta fino alla cittadella rimangono solo alcune tracce lungo il percorso. Sono invece ancora ben visibili le due cisterne d'acqua di fronte al torrione utili per garantire la sopravvivenza in caso di assedi.
Il castello, dal 1993, è di proprietà privata.

### Oscillamento dell'edificio
Tra il 2007 e il 2008 il castello è stato sottoposto ad una verifica alla struttura per oscillazioni del terreno causate, tra i vari fattori di rischio, anche da un vicino sbancamento per la costruzione di un'unità abitativa. I rilievi, richiesti dal proprietario del castello e quindi effettuati dal Comune di Chiavari e dalla Soprintendenza per i Beni architettonici e per il Paesaggio della Liguria, hanno evidenziato una millimetrica oscillazione dall'ottobre 2007 al giugno 2008 di un millimetro al mese verso valle per un totale complessivo di nove millimetri.
Dopo un periodo di assestamento nell'estate del 2008, gli appositi vetrini sistemati nelle fessure delle piastrelle hanno cominciato ad evidenziare una nuova oscillazione, sempre al ritmo di un millimetro al mese, questa volta in senso contrario verso monte. Il castello è stato posto sotto monitoraggio con una registrazione dei dati aggiornati automaticamente ogni sei ore al Dipartimento di Ingegneria delle Costruzioni, dell'Ambiente e del Territorio della facoltà di Ingegneria dell'Università di Genova. La notizia sul curioso "dondolio del castello" è stata riportata con evidenza dal quotidiano ligure Il Secolo XIX.

## Galleria d'immagini

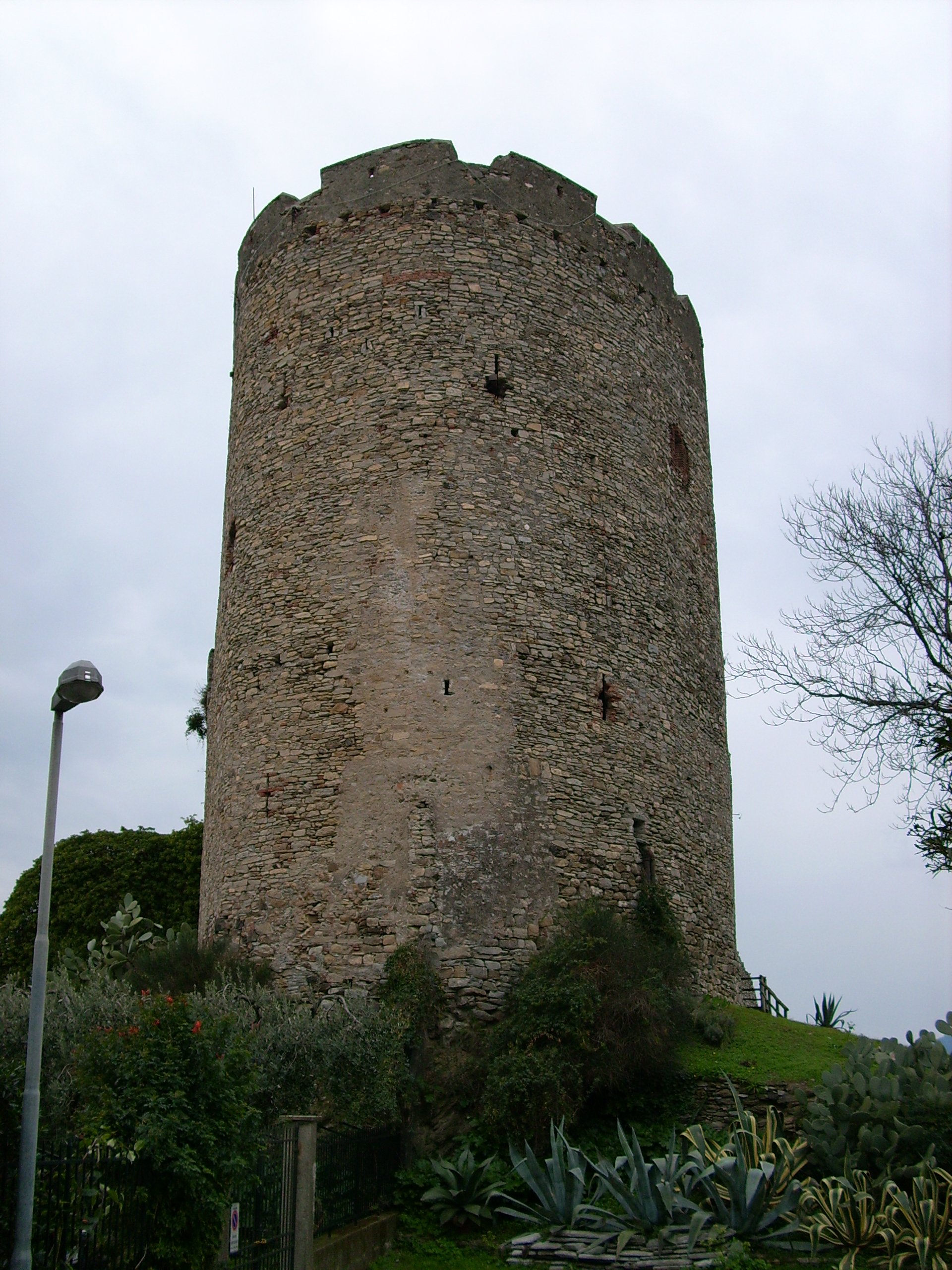
Il torrione
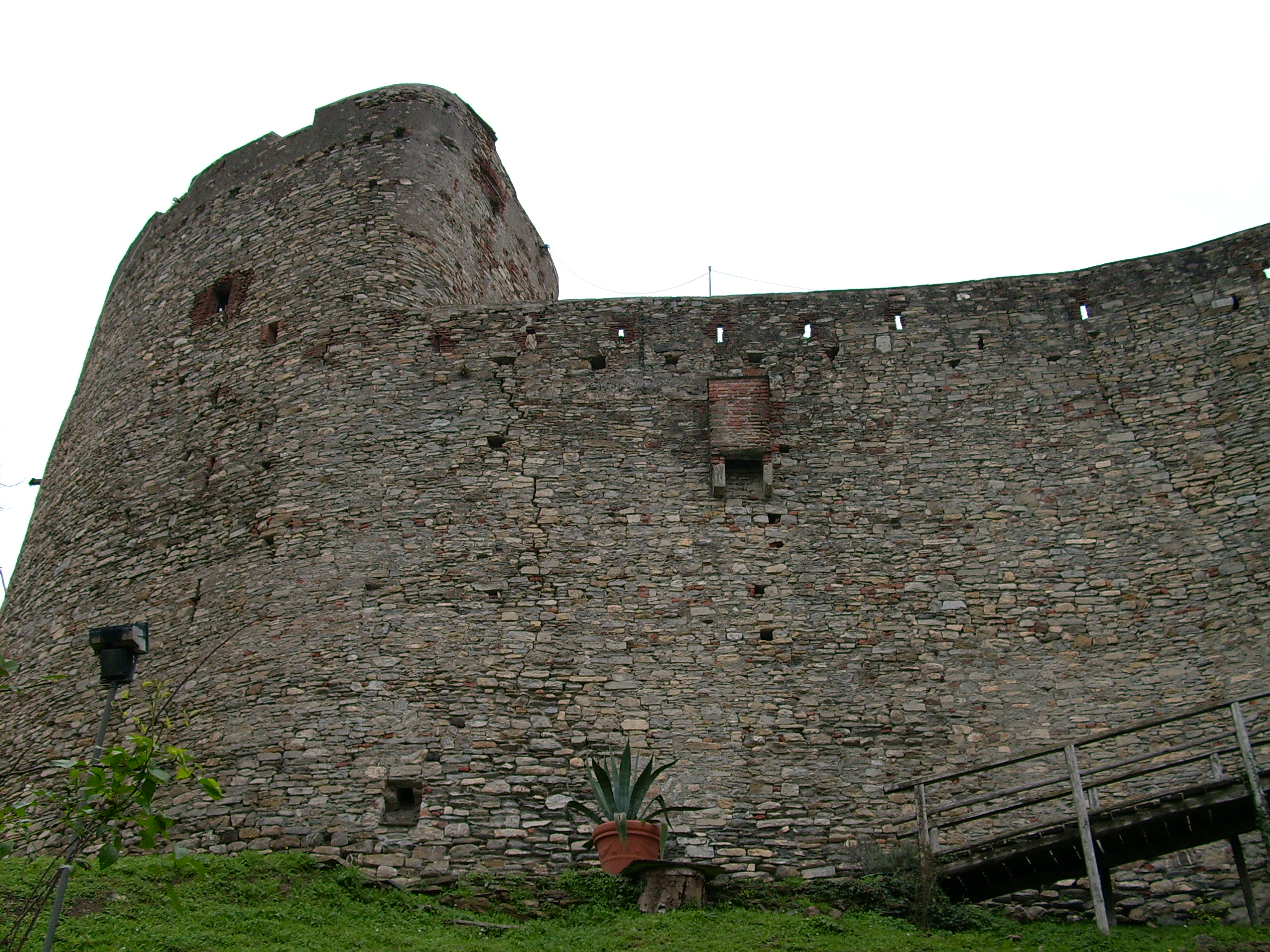
Altra visuale
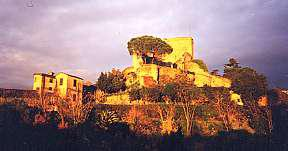
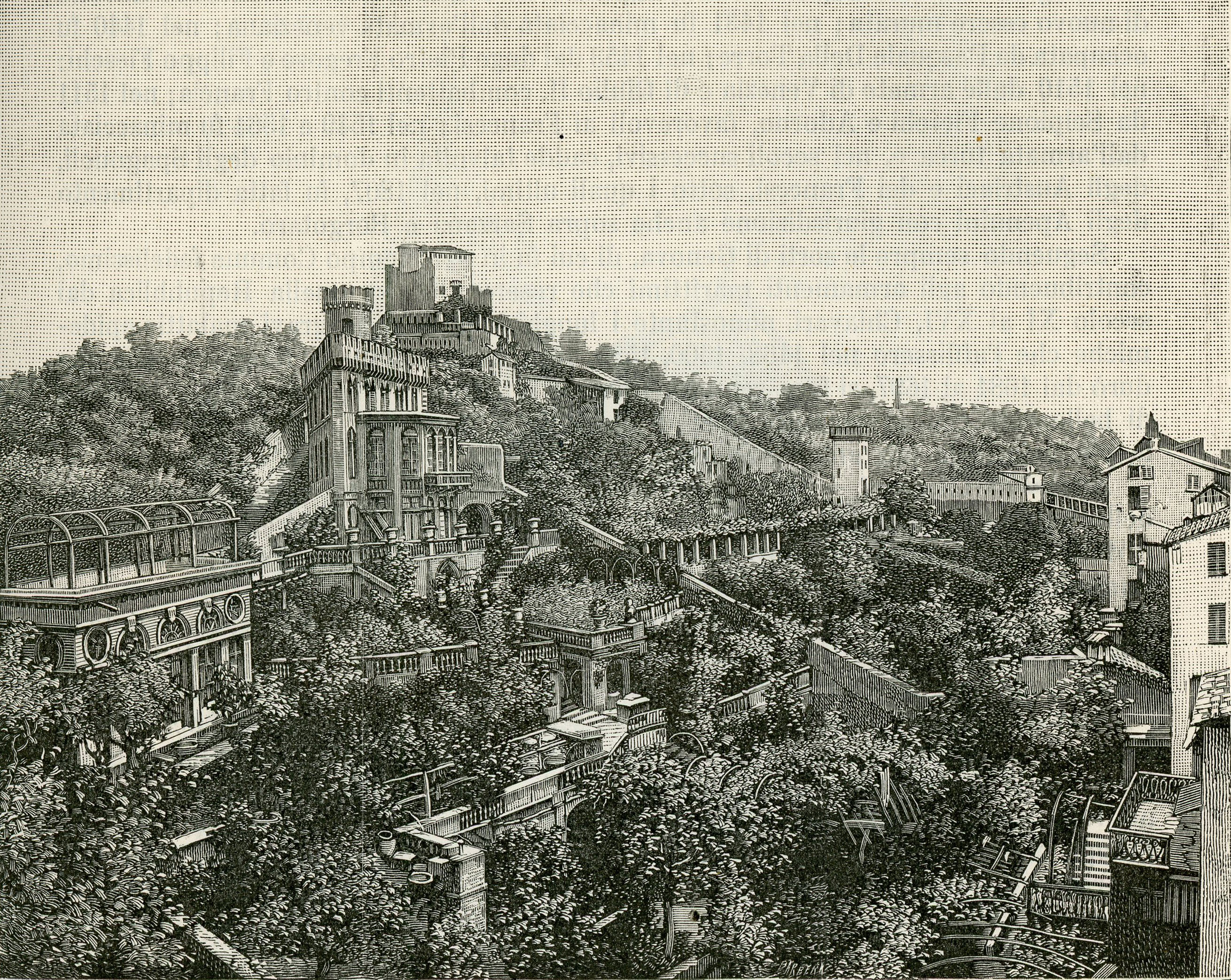
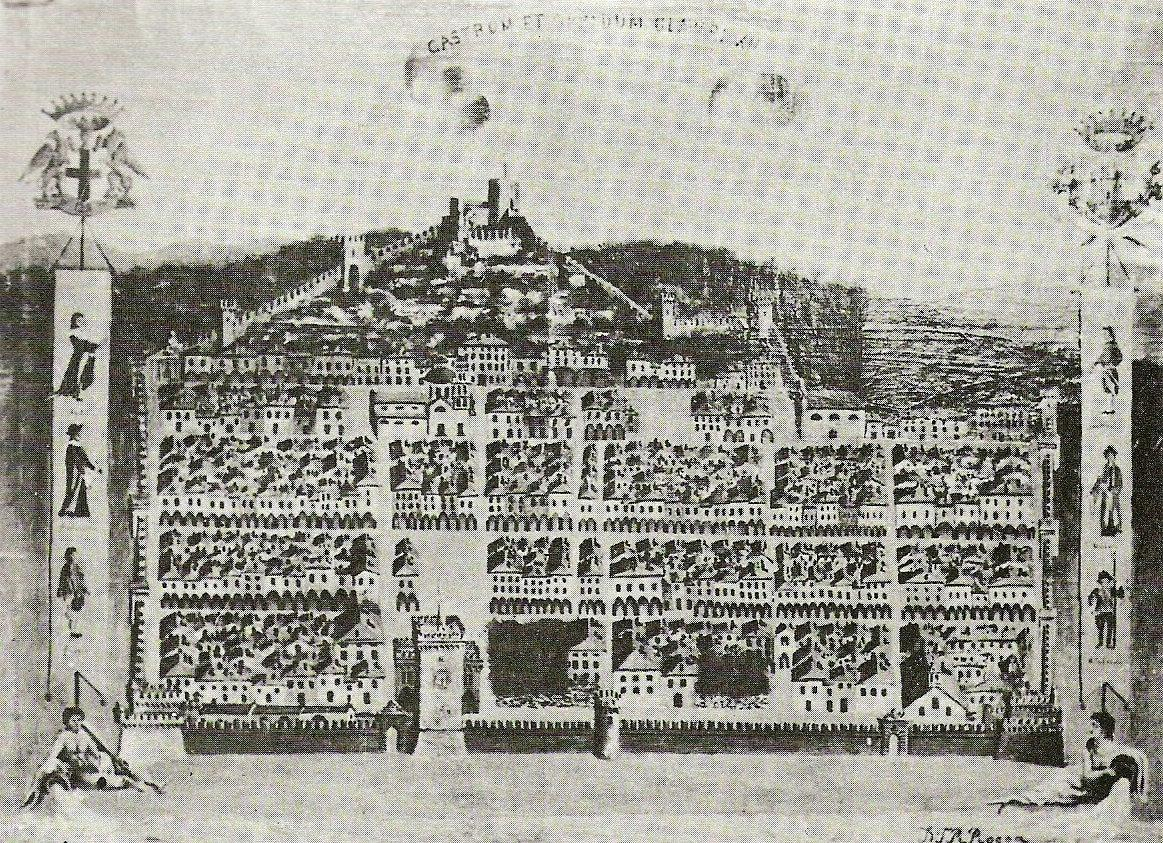